# Список глав государств в 626 году
Список глав государств в 625 году — 626 год — Список глав государств в 627 году — Список глав государств по годам

## Африка
- Аксумское царство — Армах, негус (614 — ок. 640)

## Америка
- Баакульское царство — К’инич Ханааб Пакаль, царь (615 — 683)
- Бонампак — Ах-Ольналь, божественный царь (605 — 610, 611 — ок. 643)
- Канульское царство — Тахоом Ук’аб К’а’к’, священный владыка  (622 — 630)
- Караколь — Кан II, царь  (618 — 658)
- Шукууп (Копан) — К’ак'-Ти-Чан, царь (578 — 628)

## Азия
- Абхазия (Абазгия) — Барук, князь (ок. 610 — ок. 640)
- Восточно-тюркский каганат — Кат Иль-хан Багадур-шад, каган (620 — 630)
- Гассаниды — аль-Мундир IV ибн Джабала, царь (614 - ?)
- Грузия — 
  - Картли — Стефаноз I, эрисмтавар (590 — 627)
  - Кахетия — Адарнасе I, князь (580 — 637)
  - Тао-Кларджети — Гурам II, князь (619 — 678)
- Дханьявади — Тюрия Тета, царь[англ.] (618 — 640)
- Западно-тюркский каганат — Тун-Джабгу хан, каган (618 — 630)
- Индия — 
  - Бадами (Западные Чалукья) — Сатьяшрая Пулакешин II, махараджа (609 — 642)
  - Венги (Восточные Чалукья) — Кубджа Вишнувардхана I, махараджа (624 — 641)
  - Гауда — 
    - Шашанка, царь[англ.] (590 — 626)
    - Манава, царь[англ.] (626)
    - в 626 году ликвидирована, на её территории образовано царство Хагда

  - Западные Ганги — Полавира, махараджа (604 — 629)
  - Кашмир — Дурлабхавардхана, махараджа[нем.] (ок. 625 — ок. 661)
  - Маитрака — 
    - Хараграха I, махараджа[англ.] (ок. 615 — ок. 626)
    - Дхарасена III, махараджа[англ.] (ок. 626 — ок. 640)

  - Паллавы (Анандадеша) — Махиндраварман I, махараджа (600 — 630)
  - Пандья — Сезиян Сендан, раджа (620 — 640)
  - Хагда — Хагдодияма, царь[англ.] (626 — 640)
  - Империя Харша — Харша, царь (606 — 646)
- Камарупа — Бхаскарварман, царь (600 — 650)
- Китай (Династия Тан) — 
  - Гао-цзу (Ли Юань), император (618 — 626)
  - Тай-цзун (Ли Шиминь), император (626 — 649)
- Корея (Период Трех государств):
  - Когурё — Йонню, тхэван (618 — 642)
  - Пэкче — Му, король (600 — 641)
  - Силла — Чинпхён, ван (579 — 632)
- Паган — Попа Сорахан, король[англ.] (613 — 640)
- Персия (Сасаниды) — Хосров II Парвиз, шахиншах (591 — 628)
- Раджарата (Анурадхапура) — Аггабодхи III, король (623), (624 — 640)
- Тарума — Кертаварман, царь (561 — 628)
- Тибет — Сонгцэн Гампо, царь (617 — 650)
- Тогон — Муюн Фуюнь, правитель (597 — 635)
- Тямпа — Самбуварман, князь (572 — 629)
- Ченла — Ишанаварман I, раджа (611 — 628)
- Япония — Суйко, императрица (592 — 628)

## Европа
- Англия — Эдвин Святой, бретвальда (616 — 633)
  - Восточная Англия — Эорпвальд, король (624 - 627)
  - Думнония — Клемен ап Бледрик, король (613 — 633)
  - Каер Гвенддолеу — Араун ап Кинварх, король (573 — ок. 630)
  - Кент — 
    - Эдбальд, король (616 — 640)
    - Этелуалд, король (616 — 630)

  - Мерсия — 
    - Керл, король (606 — 626)
    - Пенда, король (626 — 655)

  - Нортумбрия — Эдвин Святой, король (616 - 633)
  - Регед — 
    - Северный Регед — Ройд ап Рин, король (616 — 638)
    - Южный Регед — Тегид ап Гвайд, король (613 — 654)

  - Уэссекс — Кинегильс, король (611 — 643)
  - Эссекс — Сигеберт I, король (623 — 653)
- Арморика — Саломон II, король (612 — 658)
- Бавария — Гарибальд II, герцог (610 — 630)
- Бро Варох — Канао II, король (594 — 635)
- Вестготское королевство — Свинтила, король (621 — 631)
- Византийская империя — Ираклий I, император (610 — 641)
  - Африканский экзархат — Григорий, экзарх (610 — 647)
  - Равеннский экзархат — Исаак, экзарх (625 — 643)
- Домнония — Юдикаэль, король (610 — 640)
- Ирландия — Суибне Менн, верховный король (615 —  628)
  - Айлех — Суибн Менн, король (612 — 628)
  - Коннахт — Рагаллах, король (ок. 622 — 649)
  - Лейнстер — Кримтанн мак Аэдо, король (624 — 633)
  - Мунстер — Катал мак Аэдо, король (618 — 628)
  - Ольстер — 
    - Фиахне мак Баэтан, король (588 — 626)
    - Фиахне мак Деммен, король (626 — 627)
- Лангобардское королевство — 
  - Аделоальд, король (615/616 — 626)
  - Ариоальд, король (626 — 636)
  - Беневенто — Арехис I, герцог (591 — 641)
  - Сполето — Теоделап, герцог (602 — 650)
  - Фриуль — Газульф II, герцог (617 — 651)
- Папский престол — Гонорий I, папа римский (625 — 638)
- Уэльс —
  - Брихейниог — Риваллон ап Идваллон, король (620 — 650)
  - Гвинед — Кадваллон ап Кадван, король (625 — 634)
  - Дивед — Ноуи Старый, король (615 — 650)
  - Поуис — Эйлудд ап Кинан, король (613 — 642)
- Франкское королевство — Хлотарь II Великий, король (613 — 629)
  - Австразия — 
    - Дагоберт I, король (622 — 632)
    - Пипин Ланденский, майордом (623 — 629), (639 — 640)

  - Бургундия — 
    - Варнахар, майордом (617 — 626)
    - Годин, майордом (626 — 627)

  - Нейстрия — 
    - Гундоланд, майордом (612 — 639)

  - Васкония — 
    - Жениал, герцог (602 — 626)
    - Эгина, герцог (626 — 638)
- Фризия — Аудульф, король (600 — ?)
- Швеция — Анунд, король (? - ок. 640)
- Шотландия —
  - Дал Риада — Эохайд I Желтый, король (608 — 629)
  - Пикты — Киниох, король (620 — 631)
  - Стратклайд (Альт Клуит) — Бели ап Нехтон, король (621 — 640)

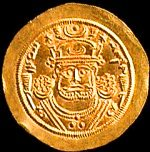
Хосров II Парвиз 591-628 Шахиншах Персии
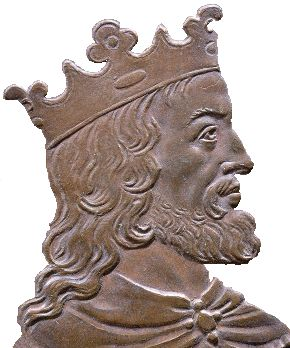
Хлотарь II 584-629 Король франков
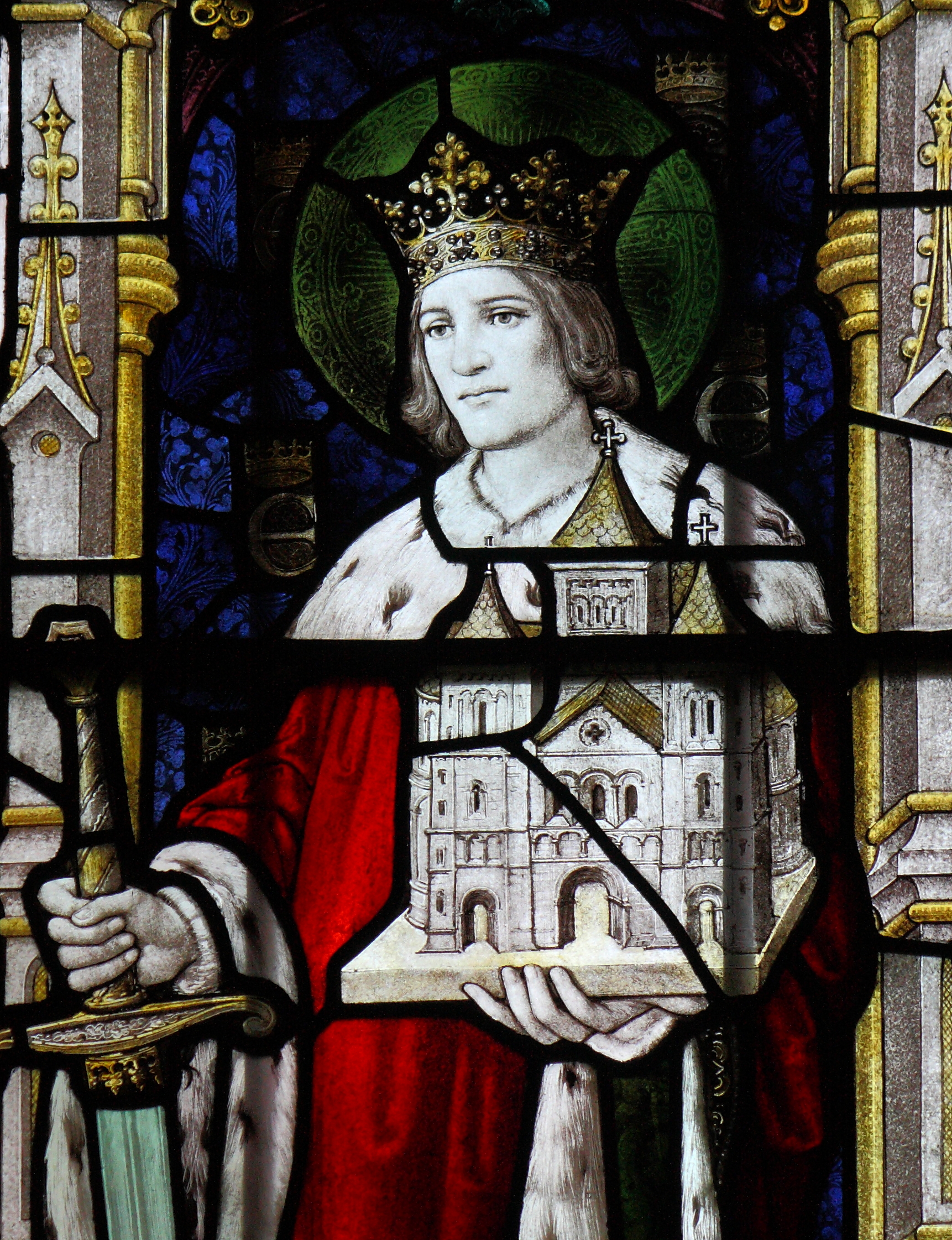
Эдвин Святой 616-633 Король Нортумбрии
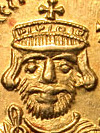
Ираклий 610-641 Император Византии
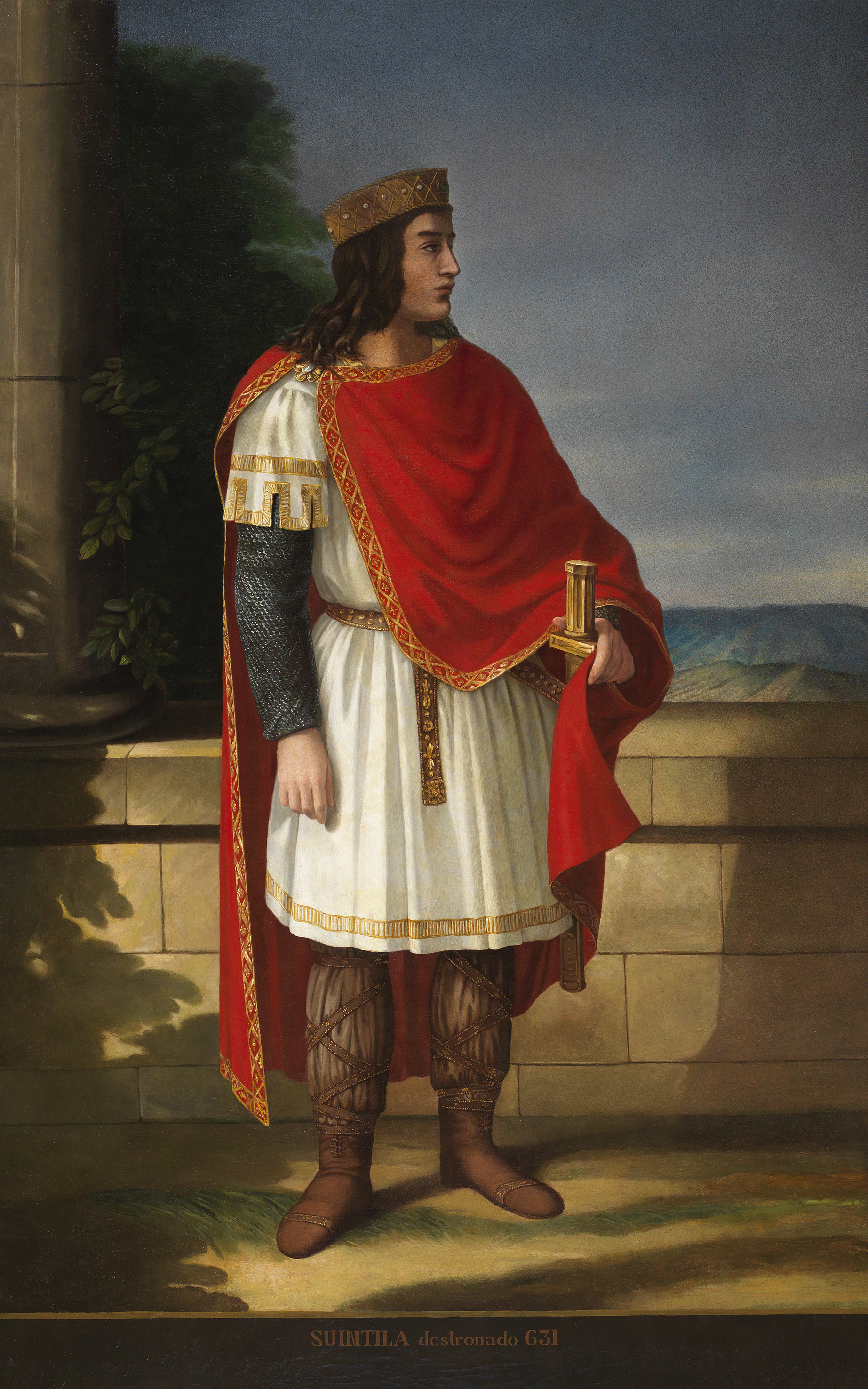
Свинтила 621-631 Король вестготов
Гао-цзу 618-626 Император Китая
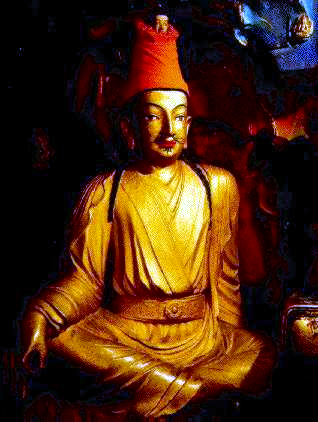
Сонгцэн Гампо 617-650 Царь Тибета
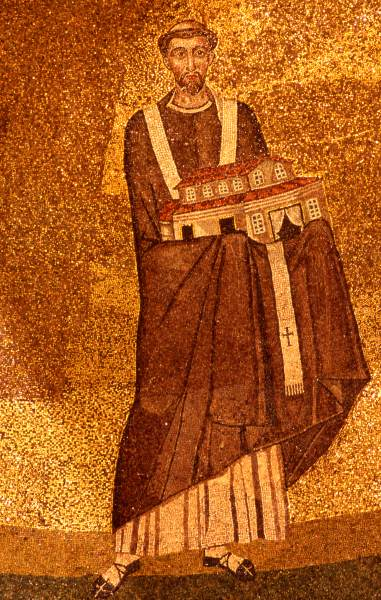
Гонорий I 625-638 Папа римский